# Коничела (Терамо)
Коничела (итал. Conicella) је насеље у Италији у округу Терамо, региону Абруцо.
Према процени из 2011. у насељу је живело 48 становника. Насеље се налази на надморској висини од 141 м.